# Longido
Longido è una circoscrizione urbana (urban ward) della Tanzania situata nel distretto di Longido, regione di Arusha. Conta una popolazione di 2 285 abitanti (censimento 2012).